# Делай Ю-Ю
«Делай Ю-Ю» — второй студийный магнитоальбом группы «Мумий Тролль», записанный во Владивостоке в июле 1990 года. Несмотря на присутствие в нём некоторых будущих хитов, материал не возымел спроса, и через некоторое время после его издания группа распалась и не проявляла активность на музыкальном поприще в течение шести лет.
В 1998 году весь магнитоальбом был перезаписан в составе двойного сборника «Шамора».

## История записи
После выхода альбома «Новая луна апреля» в 1985 году группа Муми Тролль (а тогда её название писалось без «й» на конце) получила определённую известность во Владивостоке и начала давать концерты.
А сами их песни «Алло, Попс», «Кассетный мальчик», «Девушки эмансипэ», «Инопланетный гость» и «Новая луна апреля» стали широко популярными.
Так было до тех пор, пока на собрании студентов Дальневосточного университета Муми Тролль, наряду с Black Sabbath, не признали социально опасной. Тогда группу запретили к тиражированию и концертным выступлениям, и музыкантам фактически приходилось выступать подпольно.
Попытки зафиксировать музыкальный материал на плёнку Илья Лагутенко предпринял в 1986—1987 годах. На демозаписи с рабочим названием «Сайонара» вместо Владимира Луценко (который тогда ушёл служить в армию) играл Олег Пономарёв, а Альберт Краснов перешёл с гитары на клавишные. Всего были записаны 10 композиций, среди которых:
1. «Лунные девицы» (её черновой вариант опубликован в Интернете под названием «Лунные женщины»);
2. «Сайонара диска»;
3. «Бит Бум»;
4. «Чёрная дыра» (возможное рабочее название — «Парсек»)
5. «Вечерний чай»
6. «Схема запрета» (так никогда и не записанная в студии)
7. «Эхом гонга»
8. «Блудливые коты»

Однако Илье Лагутенко не понравилось качество записи и он забраковал ленту. Оригинальный альбом, записанный на ленту можно послушать на сайте Мумий Тролля.
Все эти песни (за исключением «Чёрной Дыры» и «Сайонары диска») были исполнены группой Муми Тролль на концерте в Доме молодёжи 29 июня 1987 года. Обстоятельства сложились таким образом, что коллектив не смог сыграть в своём «звёздном» составе Лагутенко-Луценко-Краснов-Пономарёв. Альберта Краснова призвали в армию, а Олег Пономарёв не смог выступить по семейным обстоятельствам. Поэтому Илье и Владимиру пришли на помощь барабанщик из группы «Депеша» и приглашённый клавишник.
Буквально на следующий день Лагутенко забрали на службу в армию, и деятельность коллектива практически полностью прекратилась. Такая ситуация сохранялась ближайшие два года.

## История создания песен
Большинство песен, попавших в магнитоальбом «Делай Ю-Ю», были написаны Ильёй Лагутенко непосредственно в армии. Среди них «Делай меня точно», «Воспитанник упавшей звезды», «Так страшно», «С Новым годом, Крошка!», «Ложись, Подполковник!» и другие;
Первоначальный вариант песни «Мальчик-солдат» Лагутенко сочинил за несколько недель до того, как он ушёл на службу в армию. Этот же вариант, с другим текстом, был исполнен на концерте в Доме молодёжи 29 июня 1987 года. Уже во время военной службы Илья практически полностью переписал текст и немного изменил мелодию. В окончательном варианте вместо «сопливых юнцов с червивыми сердцами» ведётся повествование от первого лица, в котором главный герой песни с трудом выносит тяготы армейской службы, но при этом старается не показывать это другим. Получилась песня слишком пафосная, на первый взгляд, но зато со смыслом.
Также в 1987 году Илья Лагутенко написал песни «Эхом гонга» и «Блудливые коты».
Есть предположение, что песню «В думах о красавице…» Лагутенко сочинил под впечатлением от ознакомительной поездки в Китай. «Посиделки-Подгляделки» и «Делай Ю-Ю» были написаны им же не позднее 1989—1990 года, возможно, уже после службы в армии; первая же композиция была написана под влиянием песни «True Blue» известной певицы Мадонны.
Песни «Всецело всем», «Новая луна апреля» и «Далеко» были написаны Леонидом Бурлаковым, а Илья Лагутенко положил на них музыку. На рукописи к «Всецело всем» проставлена дата: «03.02.88 г. Хабаровск».

## Запись и сведение
Сведение альбома происходило на недавно организованной студии «Декада», в роли звукорежиссёра выступил Евгений Звиденный по прозвищу «Сдвиг», записавший «Мумий Тролль» на бытовой советский магнитофон.

Сессия проходила в антисанитарных условиях и сопровождалась запахами заброшенного мусоропровода. Подвал «Декады» представлял двухкомнатную камеру, в которой по ночам носились крысы. В одной из комнат стояли пульт, магнитофон и диван. В другой — через тонкое стекло — бесилась вся эта банда. Днем было невыносимо жарко, поэтому писались по ночам, с употреблением различных напитков. Заканчивали в пять утра и домой приходилось возвращаться пешком.— Евгений Звиденный
Евгений Звиденный не только отвечал за звукорежиссуру и сведение материала, но и сам принимал непосредственное участие в записи альбома. Его аккордеон звучит в песнях «Блудливые коты» и «Мальчик-солдат»; Звиденный также записал партии гитары для вышеупомянутого «Мальчика-солдата» и завершающей пластинку баллады Бурлакова «Далеко». Также с подачи Сдвига, помимо официального состава «Мумий Тролля» (Лагутенко, Луценко, Краснов), в записи также принимали участие и другие сессионные музыканты. В частности, лидер группы «Листья травы» Юрий Логачёв (по совместительству, близкий друг Ильи Лагутенко) подыграл на саксофоне в шести композициях, среди которых «Делай меня точно» и «Мальчик-солдат».
Кстати, по инициативе Евгения Сдвига, в записи поучаствовала скрипачка Римма Башкатова, которая сыграла свои партии в композициях «Воспитанник упавшей звезды», «Эхом гонга» и «Далеко».
В целом, несмотря на жуткие условия и низкое качество записи, альбом получился весьма разноплановым по части текстов и аранжировок. Во всех песнях используются как традиционные (соло-гитара, бас-гитара, клавишные, барабаны или драм-машина), так и нестандартные для рок-музыки инструменты, такие как саксофон, скрипка и даже аккордеон. Что касается лирики, то песни стали освещать более взрослую тематику, вплоть до социального и эротического подтекста, хотя остались и озорные тексты, присутствующие на «Новой луне апреля». Яркие тому примеры — песни «Ложись, подполковник!», «Делай Ю-Ю», «Блудливые коты» и «Посиделки-подгляделки». Последняя по своему музыкальному настрою чем-то напоминает очень известную песню «True Blue» певицы Madonna.
Впрочем, группа «Мумий Тролль» на этот раз больше направлялась в сторону пост-панка, соответственно, в некоторых песнях есть и подобные сходства. Так, в песне «Так страшно» барабанная партия была позаимствована у песни Disorder, написанной группой Joy Division. Можно сказать, что на коллектив в то время оказывало влияние творчество The Cure, Siouxsie and the Banshees, The Sisters of Mercy и другие группы, играющие в стиле пост-панк.
Можно сказать, что сам альбом «Делай Ю-Ю» стал взрослее, сложнее и разнообразнее. Здесь были и реггей, и ска, и электро-поп (с использованием очень популярного в то время синтезатора Roland D-20), и даже блюз с элементами джаза. Присутствовала также и своя экзотика, которая, однако, многим пришлась не по вкусу.
Необычную музыкальную и лирическую окраску украшала и такая же абстрактная обложка, автором которой является сам Лагутенко. Она изображает молодую девушку в ракурсе, напоминающем стойку перед объективом камеры. Цветовая палитра обложки тоже весьма разнообразная: наличие самых разных оттенков и цветовых гамм — красный, жёлтый, синий, розовый, чёрный, серый, фиолетовый и так далее.

## Отзывы и критика
Группа «Мумий Тролль» надеялась вернуть былую славу с помощью более богатых концептуально, интересных и технически более сложных композиций, однако, вышедший в итоге материал не оправдал ожиданий.
Выход альбома обернулся для музыкантов полным провалом, в одной из рецензий владивостокская рок-пресса (газета «ДВР») недоброжелательно назвала группу «громоздкой, вялой и совершенно неслушабельной», а тексты — «разнузданной, махровой бурлаковщиной, тошнотворным коктейлем из полупереваренной китайской символики и неоромантической пластмассовой мистики». Также газета раскритиковала тот факт, что на записи присутствует очень много сессионных музыкантов, считая, что таким образом конечный результат оказался испорченным. Все эти неудачи можно было объяснить несколькими причинами:
1. К тому времени, когда все музыканты Мумий Тролля вернулись с военной службы, шоу-бизнес окончательно захватил всё пространство Советского Союза.
2. Альбом вообще не был раскручен по телевидению, а в средствах массовой информации имелись лишь некоторые преувеличивающие сведения о песнях и самом альбоме.
3. Низкое качество записи, так как песни записывались на студии «Декада», которую Бурлаков обустроил самостоятельно, причём на деньги, полученные из училища, в котором он тогда проходил обучение.
4. В начале 90-х сам формат магнитной ленты стал малопригодным и неинтересным, потому что люди начали записывать и издавать музыкальный материал на виниле и компакт-кассетах.
5. В самом альбоме практически полностью поменялась тематика песен: в основном, они затрагивали социальные и личные вопросы. Многие поклонники ожидали услышать что-то в духе «Алло, Попс!» или «Инопланетный гость». Но то, что вышло, они посчитали слишком необычным и несерьёзным.
6. В конце 1980-х — начале 1990-х также стали очень популярны песни с текстами на остросоциальную тематику, и в конце концов они начали нравиться публике. Владивосток не стал исключением. В творчестве же «Мумий Тролля» таких же остросоциальных текстов почти никогда не было (за исключением песни «Ещё пока…»). При этом на альбоме «Делай Ю-Ю» были песни, тексты которых имели сравнительную близость с остросоциальными.

Из всего вышеперечисленного можно сделать вывод, что за последние три года (1987—1990) группа «Мумий Тролль» перестала быть новатором в плане творчества и концертного имиджа, и впоследствии прекратила своё существование. В 1998 году, когда группа «Мумий Тролль» вновь собралась и добилась всероссийской славы, все песни из магнитоальбома «Делай Ю-Ю» были перезаписаны для двойного сборника «Шамора», который включает в себя песни, которые были написаны Лагутенко в советские годы. Можно сказать, что сам магнитоальбом стал культовым, поскольку песни с него вновь стали известны публике, пусть и в новых аранжировках и с незначительными текстовыми изменениями.
.

## Список композиций
Музыка и слова всех песен — Илья Лагутенко, если не указано иное.
1. Делай меня точно
2. Всецело всем (слова — Леонид Бурлаков)
3. Так страшно
4. Воспитанник упавшей звезды
5. Мальчик-солдат (потерявший глаза)
6. В думах о красавице…
7. Ложись, подполковник!
8. Блудливые коты
9. Посиделки-подгляделки
10. Эхом гонга
11. Делай Ю-Ю
12. Новая луна апреля (слова — Леонид Бурлаков)
13. Далеко (слова — Леонид Бурлаков)
14. Ультиматум (ремейк)
15. Инопланетный гость (ремейк)
16. Ты крест (запись 1983)

- Названия песен и авторство даются по сборнику «Шамора» 1998 года.

## Музыканты
- Илья Лагутенко— вокал, музыка, слова песен (кроме 2, 12, 13), клавишные (8, 9, 11, 13), супергитарасоло (7)
- Альберт Краснов — клавишные, программирование драм-машины, гитара (2, 6, 7, 9, 10, 12, 13), аранжировка песен, бэк-вокал
- Владимир Луценко — бас-гитара (3, 5, 8, 9)
- Олег Пономарев — гитара (1, 3, 5, 8)
- Юрий Логачев — саксофон (1, 3, 5, 8, 11, 13), бэк-вокал (1, 7, 10, 11)
- Евгений «Сдвиг» Звиденный — запись, сведение, бас-гитара (13), гитара (5), аккордеон (5, 8)
- Римма «Николаевна» Башкатова — скрипка (4, 10, 13)
- Макс Максимов — программирование драм-машины (2, 3, 11), клавиши (11)
- Дмитрий Езута — бэк-вокал (11, 13)
- Рок-девушка Наташа — подпевки (11)
- Леонид Бурлаков — слова песен (2, 12, 13)

Список участников записи даётся по выходным данным к магнитоальбому.

## Интересные факты
1. Песня «Новая луна апреля» не перезаписывалась на студии «Декада», а её запись была взята с одноимённого магнитоальбома и включена в «Делай Ю-Ю» в качестве бонуса.